# Dutch Open 1997
Die Dutch Open 1997 im Badminton fanden vom 8. bis 12. Oktober 1997 im Sportcentrum de Maaspoort in Den Bosch statt. Das Preisgeld betrug 30.000 US-Dollar.

## Sieger und Platzierte
| Disziplin    | Gold                              | Silber                                | Bronze                             |
| ------------ | --------------------------------- | ------------------------------------- | ---------------------------------- |
| Herreneinzel | Wong Choong Hann                  | Oliver Pongratz                       | Martin Lundgaard Hansen            |
| Herreneinzel | Wong Choong Hann                  | Oliver Pongratz                       | Anders Boesen                      |
| Dameneinzel  | Judith Meulendijks                | Kelly Morgan                          | Julia Mann                         |
| Dameneinzel  | Judith Meulendijks                | Kelly Morgan                          | Mette Sørensen                     |
| Herrendoppel | Jens Eriksen Jesper Larsen        | Nick Ponting John Quinn               | David Bamford Peter Blackburn      |
| Herrendoppel | Jens Eriksen Jesper Larsen        | Nick Ponting John Quinn               | Murray Hocking Mark Nichols        |
| Damendoppel  | Pernille Harder Kelly Morgan      | Monique Hoogland Erica van den Heuvel | Jane F. Bramsen Ann-Lou Jørgensen  |
| Damendoppel  | Pernille Harder Kelly Morgan      | Monique Hoogland Erica van den Heuvel | Elinor Middlemiss Sandra Watt      |
| Mixed        | Jonas Rasmussen Ann-Lou Jørgensen | Lars Paaske Jane F. Bramsen           | Quinten van Dalm Nicole van Hooren |
| Mixed        | Jonas Rasmussen Ann-Lou Jørgensen | Lars Paaske Jane F. Bramsen           | Ian Pearson Sara Sankey            |

## Finalresultate
| Disziplin    | Sieger                            | Finalist                              | Ergebnis         |
| ------------ | --------------------------------- | ------------------------------------- | ---------------- |
| Herreneinzel | Wong Choong Hann                  | Oliver Pongratz                       | 15-10, 15-11     |
| Dameneinzel  | Judith Meulendijks                | Kelly Morgan                          | 11-9, 6-11, 11-8 |
| Herrendoppel | Jens Eriksen Jesper Larsen        | John Quinn Nick Ponting               | 7-15, 15-8, 15-6 |
| Damendoppel  | Pernille Harder Kelly Morgan      | Erica van den Heuvel Monique Hoogland | 15-9, 15-9       |
| Mixed        | Jonas Rasmussen Ann-Lou Jørgensen | Lars Paaske Jane F. Bramsen           | 15–12, 15–6      |